# Nora Binder
Pour les articles homonymes, voir Binder.
Nora Binder, née le 18 février 1984 à Bensberg près de Cologne, est une actrice allemande. Elle est surtout connue pour son rôle dans la série télévisée Ma vie à moi où elle incarnait Claudia Fischer. En outre, elle jouait dans divers rôles secondaires plus petits, par exemple, dans Lindenstrasse.
Nora a suivi une formation dans différents théâtres : à l'académie Silvana Kreutzer (1998), le cours de pièce de théâtre Comedia Colonia à Eliena Palmer (1998–1999) et un cours intensif théâtral à l'école de pièce de théâtre de B. Bötel (1999). De 2004 jusqu'à 2008, elle terminait des études de la culture des moyens européens à l'université de Lyon 2 (université Lumière) et à l'université de Weimar. Le frère de Nora Binder, Fabian Binder, est également acteur et a joué dans trois épisodes de Ma vie à moi comme Tom. Le domicile de Nora est Cologne.
Binder est nommée en 2002 pour le prix de télévision allemand dans la catégorie « Meilleure série » pour son rôle dans Ma vie à moi.